# Невадовський Павло Іванович
Павло Іванович Невадовський (*14 липня 1874 — † 19??) — український військовий діяч, дипломат.

## Життєпис
Закінчив Київську класичну гімназію. У службу вступив 31.08.1891. Закінчив Пажеський корпус. Випущений в лейб-гвардії Литовський полк. Підпоручик гвардії (07.08.1893). Поручик (07.08.1897). Штабс-капітан (07.08.1901). Капітан (07.08.1905). Полковник (06.12.1913). На 01.03.1914 полковник в лейб-гвардії Литовському полку. Учасник Першої світової війни. На 23.04.1915 в тому ж чині і полку. Знаходився в резерві чинів при штабі Петроградського військового округу (з 16.06.1916). На 01.08.1916 в тому ж чині і резерві значився по армійській піхоті. Начальник етапного ділянки Фінляндської військової дороги (на 10.12.1916).
У жовтні 1918 р. військовий радник Посольства Української Держави в Румунії, яке очолював генерал-майор Володислав Дашкевич-Горбацький.
У листопаді 1918 — призначений Генеральним консулом Української Держави в Румунії, змінивши на цій посаді Корнелія Чоботаренка.

## Нагороди та відзнаки
- орден Св. Станіслава 3-го ст. (1909); Св. Анни 3-го ст. (1913); Св. Анни 2-й ст. (ВП 23.04.1915); Св. Володимира 4-го ст. (ВП 25.03.1916); Св. Володимира 3-го ст. (ВП 10.12.1916).[4]